# Amaranthus grandiflorus
Amaranthus grandiflorus là loài thực vật có hoa thuộc họ Dền. Loài này được (J.M.Black) J.M.Black mô tả khoa học đầu tiên năm 1936.